# کتارپین (ویرجینیا)
کتارپین (به انگلیسی: Catharpin) یک منطقهٔ مسکونی در ایالات متحده آمریکا است که در شهرستان پرنس ویلیام، ویرجینیا واقع شده‌است.